# Cratere Dziewulski
Dziewulski è un cratere lunare di 68,9 km situato nella parte nord-occidentale della faccia nascosta della Luna.
Il cratere è dedicato all'astronomo polacco Wladyslaw Dziewulski.

## Crateri correlati
Alcuni crateri minori situati in prossimità di Dziewulski sono convenzionalmente identificati, sulle mappe lunari, attraverso una lettera associata al nome.
| Dziewulski | Coordinate            | Diametro (in km) |
| ---------- | --------------------- | ---------------- |
| Q          | 20°33′00″N 98°27′36″E | 28,23            |